# Diopsis phlogodes
Diopsis phlogodes är en tvåvingeart som beskrevs av Friedrich Georg Hendel 1923. Diopsis phlogodes ingår i släktet Diopsis och familjen Diopsidae. Inga underarter finns listade i Catalogue of Life.